# Автомобил
Автомобил (на старогръцки: αὐτο – сам, самостоятелно и на латински: mobilis – движещ се), разговорно се използва  кола, е моторно превозно средство (МПС) с повече от две колела или гуми, обикновено четири (тоест безрелсово), предназначено за транспорт, придвижване, както и превозване на пътници и багаж; също понякога и товари (при лекотоварните автомобили или бусове). Автомобилите се разделят на няколко основни групи: леки автомобили (за превозване на хора, обикновено 4 до 9 души) и лекотоварни автомобили; други типове са автобуси (за превозване на повече хора) и камиони (за превозване на товари), също тирове, както и специални автомобили (с монтирано специализирано оборудване, например такива за инвалиди, автокранове или пожарни коли). 
Повечето автомобили имат четири колела, както и места за шофьор и поне един пътник до него, или най-често 3 до 4 пътника.
При проектирането на съвременните автомобили сред най-важните цели са тяхната екологична ефективност, безопасност, както за шофьора, пътниците и пешеходците, както и комфорт, и включително намаляването на вредните емисии на изгорели газове, и други видове екологични замърсявания. За да са транспортно ефективни, колите имат двигатели с намален или минимален разход на гориво, и особено аеродинамична форма, която намалява въздушното съпротивление при движение. 
При някои модерни автомобили транспортната ефективност и безопасността за шофьора се подпомагат от техните електронни системи от датчици. 
При производството автомобилите се сглобяват с помощта на роботи, които са управлявани от заводски компютри, в модерни високотехнологични, и до голяма степен автоматизирани заводи.
През 2012 г. броят на автомобилите в света е 700 милиона. Като производството на автомобили в света има един почти непрекъснат ръст, който се дължи на това че автомобилът днес е не само средство на масовизиран транспорт, но също се използва за превоз на стоки и товари (тирове), но е навлязъл и като средство за задоволяване на някои лични потребности, като при пътуването с автомобил за придвижване до работа или семеен автомобил. 
В автомобилната индустрия все повече основни  производители правят инвестиции за изобретения и съответно разработване на по-икономични и комфортни леки автомобили с намаляването на замърсяването на околната среда в същото време, или дори използване на нови източници на енергия, като например при електрическите или хибридни автомобили.
През 2016 г. в Китай са произведени 24 420 744 бр., а в Япония – 7 873 886 бр., съответно в САЩ – 3 934 357 бр., Германия – 5 746 808 бр., в Южна Корея – 3 859 991 бр., включително Индия – 3 677 605 броя автомобили или общо в света от всички производители са произведени нови 77 105 435 броя автомобила, което е с 4,5% повече от предходната година

## История

### Предистория
Техническите нововъведения, довели до създаването на съвременните автомобили, започват през 3 хилядолетие пр. Хр., когато в няколко древни култури по едно и също време започва да се използва колелото. През 2 хилядолетие пр. Хр. в Близкия изток вече широко се използват задвижвани от коне колесници.
През 13 век философът и алхимик Роджър Бейкън вече допуска в неопределеното бъдеще да съществуват коли, които не са задвижвани от животни, а в края на 15 век Леонардо да Винчи рисува скици на самозадвижваща се бронирана кола.[ неясно? ] През 1600 г. фламандският инженер Симон Стевин конструира кола, задвижвана от вятъра.
През 1674 г. холандецът Кристиан Хюйгенс създава бутален двигател, задвижван от възпламеняван барут, далечен предшественик на съвременните двигатели с вътрешно горене (ДВГ). Няколко години по-късно фламандският мисионер Фердинанд Вербист демонстрира пред императорския двор в Китай умален модел на триколка, задвижвана с пара.
През следващото столетие парните двигатели постепенно се усъвършенстват. През 1769 г. французинът Никола-Жозеф Кюньо (на френски: Nicolas-Joseph Cugnot) (1725 – 1804) демонстрира триколка с парен двигател, която трябвало да се използва като влекач за оръдия. През 19 век се конструират множество прототипи на коли с парно задвижване, правят се експерименти и със задвижване с платна или с мускулна сила, но тези модели остават по-ненадеждни и скъпи за използване от обичайните коли с коне.
През 1828 г. в Англия е открита първата редовна автобусна линия, използваща коли с парни двигатели. През 1839 г. е създадена и първата кола с електрическо задвижване. През 1860 г. белгиецът Етиен Льоноар получава първият патент за ДВГ, а три години по-късно той преминава разстоянието от Париж до Жоанвил льо Пон с кола, задвижвана с неговия газов двигател. Между 1862 и 1866 г. германецът Николаус Ото разработва четиритактовия двигател, за който получава патент през 1876 г. През 1870 г. германецът Зигфрид Маркус конструира кола, пряко задвижвана от двутактов двигател.

### Първите автомобили
Решителна крачка към появата на съвременните автомобили с ДВГ е направена в Германия – през 1885 г. създателят на компания Mercedes-Benz Карл Бенц конструира в Манхайм своята първа триколка, а на 29 януари следващата година получава патент за нея. Обикновено това се приема за рождената дата на съвременния автомобил. Първото по-дълго пътуване с автомобил е извършено от Берта Бенц (съпруга на Карл Бенц) в началото на август 1888 г. – от Манхайм до Пфорцхайм и обратно. От 1894 до 1902 г. Бенц продава първия серийно произвеждан модел.
През 1886 г., независимо от Бенц, създателят на Daimler Готлиб Даймлер и конструкторът на двигатели Вилхелм Майбах конструират в Щутгарт собствен автомобил. Той е базиран на конска карета с добавен двигател и достига максимална скорост от 16 km/h. През 1888 – 1889 Зигфрид Маркус създава във Виена четириколесна кола, задвижвана с бензинов двигател. По същото време в Копенхаген Алберт Хамел конструира автомобил с двуцилиндров двигател.
В началото на 90-те години в много страни в Европа и в САЩ се появяват автомобилни фабрики. През 1892 г. Рудолф Дизел патентова подобрения в двигателя на Ото, а през 1897 г. създава дизеловия двигател. През 1895 г. в Германия е открита първата компания за автобусни превози, използваща автомобили с ДВГ.
През 1898 г. е отбелязан първият документиран рекорд за скорост на автомобил, 63,14 km/h, достигнати от французина граф Гастон дьо Шаслу-Лоба (на френски: comte Gaston de Chasseloup-Laubat) с електромобил. През същата година австрийският производител Gräf & Stift конструира първия автомобил с предно задвижване, за което получава патент през 1900 г. През 1899 г. белгиецът Камий Женатци (на френски: Camille Jenatzy) с електромобила La Jamais Contente (Ла Жамѐ Конта̀нт – „Винаги недоволна“) за пръв път преминава скоростта от 100 km/h.

### 20 век
20 век е векът, през който автомобилът се превръща от атракция в един от най-важните елементи в развитието на човечеството.
Хенри Форд създава първата действаща линия за монтаж на автомобили през 1913 г. Като резултат постига осемкратно увеличаване на производителността на монтажа (от 12,5 часа на 1 час и 33 минути). Интересното е, че при това тясното място в производството се оказало боядисването. Единствената боя, която е можела да изсъхва достатъчно бързо, е Japan Black, поради което компанията Ford спира производството на други цветове до 1926 г. И това е причина за знаменитата фраза на Хенри Форд „Всеки цвят, стига да е черен.“ През 1914 г. един работник на монтажната линия на Ford може да закупи един автомобил Ford Model T само с четири месечни възнаграждения. Това прави автомобила наистина „народен“.
Развитието на автомобилната промишленост се извършва в Северна Америка и Европа, както и доста по-късно и в Япония. Между двете световни войни и след Втората световна война, един от основните проблеми е липсата на достатъчно суровини. Това налага и разработването на икономичен, малък народен автомобил. Редица фирми разработват такъв.
Директорът на Citroën Pierre-Jules Boulanger дава през 1934 г. задание за разработка на малък автомобил, което изглежда примерно така:
| „ | Разработете един автомобил, който предлага място за двама селяни с ботуши и един центнер картофи или малко буренце вино, има скорост 60 km/h и при това изразходва само три литра бензин на 100 km. Освен това трябва да преодолява самостоятелно и най-лошите пътни отсечки и е толкова прост за обслужване, че и най-необучената шофьорка да може да се справи с проблема. Трябва да е с меки пружини, така че една пълна с яйца кошница да издържи без повреди едно пътуване през каменист път в полето. И накрая новият автомобил трябва да бъде много по-евтин от Traction Avant. Няма значение как изглежда автомобилът. | “ |

Поради войната разработените образци са почти напълно унищожени и след войната разработката на Citroën 2CV е завършена и започва редовно производство. Наречен е галено „патица“ заради външния си вид и е един от култовите автомобили. Произвежда се от 1948 до 1990 г.
След като след войната в Западна Германия започва производството на Volkswagen Käfer („Фолксваген бръмбар“, известен в България като „костенурка“), „народният автомобил“, за който се работи от преди войната. В Източна Германия се взема решение да се произвежда малък автомобил, който може да вози четирима пътника и достатъчно много багаж. Така се появява Трабант. Поради съществуването на ембарго и за стоманената ламарина с дълбоко изтегляне, необходима за автомобилна промишленост, и липсата на подходяща по качество от СССР, се взема решение корпусът на автомобила да се произведе от пластмаса.
През годините до края на 20 век развитието на технологиите като: нови материали, особено пластмаси, електрониката и компютърните технологии, методите на производство, особено автоматизацията и унификацията намират приложение в автомобилната промишленост. Все по-високият стандарт на живот изисква все по-луксозни автомобили. В конкуренцията се включват страните от югоизточна Азия. Изискванията към надеждността на автомобила непрекъснато растат. Автомобилът става все по-луксозен, по-сложен за обслужване и удобен за водача на превозното средство. Независимо от това, че броя на фирмите производители става все по-малък, голяма част от фирмите, които произвеждат части за автомобили извън големите фирми, са пръснати в целия свят. За да се намалят проблемите с качеството до минимум, се създава стандартът ISO/TS 16949, който става задължителен за всички доставчици във веригата на производство.

### 21 век
В началото на 21 век броят на леките автомобили по света се оценява на 600 милиона или един на 11 души, като броят им нараства бързо, особено в Китай и Индия.
През 2012 г. броят на автомобилите в света е оценен на 700 милиона. По прогнозни данни броят ще нарасне до 3 млрд. през 2050 г.
Автомобилната промишленост е една от водещите индустрии в света. Тя включва разработване, внедряване, производство и търговия с всички видове превозни средства. Нейното развитие се осъществява в страни, които имат развита промишленост и голям инженерен потенциал. Фирмите, които са най-големите производители на автомобили в света, са от Япония, САЩ, Германия, Южна Корея, Франция и Италия. Списъкът на страните, в които се осъществява производство на автомобили и автомобилни части, е много по-голям. В почти всички тази промишленост има голямо значение за икономиката.
Разработването и пускането в редовна експлоатация на нови автомобили е свързано с големи разходи и време за фирмите производители на автомобили и части за тях. Отговорността на разработчиците и производителите при това е много голяма поради необходимостта от създаването на продукт, който е свързан и със сигурността на всички. Стремежът е нововъведенията да се прилагат широко в новите и в по-ниските класове марки автомобили и намаляване на цената. Това води често пъти и до това на пазара да се появяват и автомобили, при които има фабрични дефекти, за чието отстраняване се налага фирмите да вземат специални и скъпоструващи им мерки. Пример за това е проблем, появил се с въздушните възглавници на фирмата Takata, която започва да използва по-евтин химикал в някои свои заводи (амониев нитрат) за раздуване на въздушната възглавница. Този химикал, показвайки настабилност при определени климатични условия, води до самовъзпламеняване и е довел до смъртта на осем души. В резултат на това фирмата, освен преките глоби от администрацията на САЩ, прави най-голямата акция в света по ревизиране и ремонт в размер на 40 милиона автомобила.

### Производство в България
В България е работено през годините по различни проекти за производство на автомобили:
- Булгаррено – монтажът се прави в Пловдив.
- Москвич 408 и Москвич Алеко са монтирани в Ловеч
- Great Wall – изграден е завод в с. Баховица (Ловеч) съвместно с фирмата от Китай.

Освен леки автомобили, произвеждат се товарни автомобили и автобуси, както и части за тях. Това са товарните автомобили ГАЗ 53А и LIAZ 100 в завод Мадара в град Шумен и автобусите Чавдар в различни модификации през годините в град Ботевград.

## Устройство на автомобила
Въпреки голямото разнообразие от произвеждани коли, основното правило е, че винаги има три основни части в устройството: двигател, шаси и купе.
- Двигателят е източник на механична енергия, който привежда автомобила в движение. В модерните автомобили, като правило, се използват бутални двигатели с вътрешно горене, в които процесът на изгаряне на горивото се извърша вътре в цилиндрите на двигателя.
- Шасито е комбинация от механизми, предназначени да прехвърлят въртящия момент от двигателя към задвижващите колела, за движение и контрол на автомобила. Шасито се състои от следните компоненти:
  - Трансмисията предава въртящия момент от двигателя към задвижващите колела;
  - Ходовата част позволява на автомобила да се движи и изглажда вибрациите. Състои се от рама, греди на мостовете, предно и задно окачване, колела и гуми;
  - Механизми за управление са кормило и спирачки.
- Купето служи за настаняване на хора или товари. Купетата на леките автомобили и автобусите се състоят от салон за хора, купетата на товарните автомобили се състои от платформа за товари и кабина за хора. Купетата на автобусите и автомобилите изпълняват функцията на рамата в носещата система на превозното средство.

## Видове автомобили
Класификацията на Икономическата комисия за Европа на Организацията на обединените нации, използвана и от Европейската комисия, разделя автомобилите на две категории с няколко подкатегории:
- Категория M – МПС с поне 4 колела, използвани за превоз на пътници
  - Категория M1 – с не повече от 8 места без това на водача (леки автомобили)
  - Категория M2 – с повече от 8 места без това на водача и обща маса до 5 тона (пътнически микробуси и минибуси)
  - Категория M3 – с повече от 8 места без това на водача и обща маса над 5 тона (автобуси)
- Категория N – МПС с поне 4 колела, използвани за превоз на товари
  - Категория N1 – с обща маса до 3,5 тона (лекотоварни автомобили – товарни микробуси и пикапи)
  - Категория N2 – с обща маса между 3,5 и 12 тона (камиони)
  - Категория N3 – с обща маса над 12 тона (камиони)

В допълнение, автомобилите от тези категории могат да бъдат със специално предназначение (например, кемпери, бронирани коли за превоз на пътници или ценности, линейки или катафалки), както и да попадат и в категория G – извъншосейни (офроуд) автомобили.

### Леки автомобили
Леките автомобили се разделят на няколко групи според формата на каросерията:
- Седанът (на английски: sedan и saloon; на немски: Limousine) е конструкция на каросерията на автомобил, чиято форма на кутия е устойчива на постоянните натоварвания и усуквания по време на експлоатация. При изграждането му се създават обемни зони, които чрез напречните си конструктивни елементи стабилизират и правят каросерията издръжлива при силни надлъжни и напречни натоварвания. Стандартният седан има три обемни зони – двигателен отсек, салон за пътниците и багажник. Разновидност на седана е фастбек седанът (на английски: fastback sedan)
- Хечбек – разновидност на седана. Като използва принципа на конструирането на седана, хетчбекът има двуобемна конструкция с три или пет врати. Характерно е скосяването на задната част, с което каросерията придобива по-аеродинамична форма и има по-малки размери. Голямата задна врата и сгъваемата задна седалка позволяват да се превозва повече багаж.
- Комби
- Спортен автомобил – проектирани са да бъдат стилни, бързи и да доставят удоволствие. Някои от тях са кабриолети със сгъваем покрив, така че пътниците да могат да се насладят на шофирането на открито, както и да се засили усещането за скорост на движение. При луксозните кабриолети гюрукът се сваля автоматично.
- Автомобил с повишена проходимост (също джип или SUV, от sport utility vehicle)Citroën хетчбек, 1938 г.
  - Кросоувър (на английски: crossover utility vehicles, CUVs) са категория автомобили, които съчетават характеристики както на джиповете, така и на обикновените пътнически автомобили, особено на хечбек и комби
- Многоместен автомобилМногофункционален автомобил (също многоместен автомобил или миниван) – съчетава елементи на комби и микробус, има поне 6 седалки и много място за багаж. Това го прави много практичен и подходящ за семейни излети и ваканции.

Състезателните автомобили са специално конструирани или адаптирани от модели с общо предназначение за използване в автомобилните спортове. Характерни са автомобилите за състезанията от Формула 1, които имат мощни двигатели, широки гуми и нисък, широк корпус с нисък център на тежестта, за да са стабилни при висока скорост на завои. Аеродинамичните крила помагат на колата да има високо сцепление с пистата и ефективно да се ускорява и спира, като точно изпълнява зададената траектория на движение от състезателя. За рали състезания, за такива с постигане на максимална скорост или състезания с многодневна продължителност, на базата на серийно произвеждани автомобили се правят промени в купето, окачването, двигателя и трансмисията с цел да се постигне максимална здравина и надеждност на конструкцията, добра защита на пилотите и извличане на максимална мощност от двигателя.

### Товарни и лекотоварни автомобили
Пикапите се използват за превоз на малки товари, като задната товарна част обикновено е открита.
Масово използваните в Европа камиони за превоз на големи разстояния са влекачи с полуремаркета.
Товарните автомобили със специално предназначение са автомобили за определени цели, като например автомобилите на противопожарната охрана, специализирани автомобили за превоз на строителни материали (например бетоновоз) или такива за извършване на строително-монтажна дейност като автокранове, бетонпомпи, подвижни лаборатории и др.

### Военни автомобили
Военните автомобили са особен клас автомобили, разработвани и произвеждани за нуждите на военните. Освен използването на стандартни автомобили, които са адаптирани към нуждите на армията, се разработват и произвеждат бронирани коли, бронетранспортьори и специализирани машини като например за инженерните войски (като понтони), влекачи за ракетни войски и други.

## Тегло на автомобила
От 1975 до 1980 г. в САЩ средното тегло на автомобила пада от 1842 до 1464 kg като отговор на увеличаващите се цени на бензина. През 2010 г. обаче средното тегло на новите автомобили се вдига до 1818 kg поради многото нововъведения като много по-надеждната конструкция, антиблокираща система системи на спирачките, въздушни възглавници, многобройни системи за обслужване на автомобила. По-тежките автомобили са по-сигурни за водача при инциденти, но са по-опасни за другите участници на движението. Теглото на автомобила директно влияе на разхода на гориво. Малкият градски автомобил SmartFortwo тежи само 750 – 795 kg. Повечето произвеждани автомобили са значително по-тежки.

## Безопасност
По данни на СЗО годишно умират 1,2 милиона души като пряко следствие от транспортни произшествия с автомобили. Това е многократно повече от жертвите вследствие на войни, геноцид и тероризъм, взети заедно. Съгласно тези данни в развитите страни техният брой се намалява всяка година, но за сметка на това се увеличава в развиващите се страни. Като се има предвид и многократно по-големият брой ранени при пътнотранспортни произшествия, става ясно, че подобряването безопасността на автомобилния транспорт е важна задача.
Сигурността на водачите, пасажерите и всички други участници в движението зависи от организационни, конструктивни мерки и персоналното държане на участниците. Към организационните например са включени управлението на движението, като създаване на съответстващи правила за движение, създаване на организация на движението, осигуряване на спазването на наличните правила и знаци, забрани за телефонни разговори по време на кормуване без използване на handsfree устройства, задължителни колани, светлини и други. Организационите мерки трябва да са подкрепени от мерки по осигуряване на спазването им като постоянен контрол, включително видеоконтрол и ефективни наказания при неспазването им.
Анализите в някои европейски страни показват, че задължителното въвеждане на използването на светлини през деня не е доказало изцяло ефективността си. Според някои източници даже може да има обратен ефект, вследствие на отвличане на вниманието на шофьорите от другите участници като пешеходци и велосипедисти. Увеличеният брой на убитите при транспортни произшествия в Норвегия след въвеждането на дневните светлини е причина за отмяната на задължителното им използване. В България няма данни за статистика по този въпрос.
Конструктивните мерки за сигурност се разделят основно в две области. Пасивни, които при катастрофа трябва да намалят последствията, като например предпазен колан, въздушна възглавница, чупещ се волан, опори за главата, зона за деформация в автомобила и други. Активните трябва да предотвратяват катастрофа или намалят последствията като например (ABS) и (ESP).
Персоналните мерки са начинът на каране на автомобила, дисциплината за спазването на правилата и знаците, опитът на водача на превозното средство и обучението за спазването на правилата от всички участници в движението, включително и децата. Обучението трябва да започва от детската градина и семейството и да продължава в учебните центрове, както и при възможност да се извършва при тежки условия, например аквапланинг и заледени терени.

### Безопасност при експлоатацията на автомобилите в България
В България построяването и пускането на магистрали в експлоатация от началото на ХХІ век, подобряване на качеството на основни транспортни пътища, значително по-високото качество на експлоатирания автомобилен парк, както и повишаването на пътния контрол, снижи значително броя на жертвите по пътищата в сравнение с близкото минало. Особено показателна за безопасността при пътуване е статистиката при управление на автомобил в последните 65 години. Въпреки че броят на автомобилите през 70-90-те години е двойно по-малък, отколкото пътуващите понастоящем, броят на катастрофите и загиналите участници са почти двойно по-големи. Това се вижда от сравнителната таблица:
| Пострадали при ПТП | 1951 | 1960 | 1970 | 1980 | 1990 | 1995 | 2000 | 2010 | 2012 | 2014 | 2015 |
| ------------------ | ---- | ---- | ---- | ---- | ---- | ---- | ---- | ---- | ---- | ---- | ---- |
| Убити              | 202  | 621  | 1086 | 1199 | 1567 | 1264 | 1012 | 775  | 601  | 661  | 708  |
| Ранени             | 790  | 2079 | 6490 | 6055 | 6822 | 8717 | 8030 | 8080 | 8193 | 8640 | 8971 |

В България след период на намаляване на жертвите от катастрофи, през последните няколко години броя на загиналите и ранените от автомобилни катастрофи нараства ежегодно. През 2015 г. официално броят на загиналите е 708, а броят на ранените – 8971. При това България е на едно от първите места по брой убити на 1 милион жители в Европа. Една от съществените причини е ниската квалификация и дисциплина на водачите на превозни средства. В началото на 2016 г. в България избухва поредният корупционен скандал в ДАИ, включително за незаконно издавани шофьорски книжки. След предприетите мерки и заглъхване на скандала, през май 2017 избухва отново корупционен скандал с незаконно издаване на шофьорски книжки в ДАИ.

### Опасно шофиране
Груби нарушения на правилата за движение водят до опасности за живота и здравето на водачите, пътниците и другите участници в движението. Това могат да са:
- Шофиране след употреба на алкохол и наркотици.
- Агресия на пътя
- Използване на технически неизправни превозни средства
- Движение със скорости, превишаващи много допустимите за условията на пътя.
- Движение в насрещното платно, например на магистрала.

## Околна среда и здраве
Масовото използване на автомобили с двигатели с вътрешно горене води до проблеми с опазването на околната среда: от една страна на местно ниво с отделяните вредни вещества, които обаче могат да се намаляват многократно с развитието на техниката и на глобално ниво от отделянето на въглероден диоксид, който се счита за един от основните причинители за затоплянето на климата.
Замърсяването на въздуха от отпадните газове от ДВГ, особено в гъстонаселените райони, достига опасни за здравето размери, специално смог и фини прахови частици. Горивото на ДВГ съдържа още и отровни субстанции като ксилол, толуол, бензол и алдехиди.
Освен отделяните във въздуха вредни вещества, шумът от движението на автомобилите също е вреден за здравето. Продължителното пътуване с автомобил и свързаното с това обездвижване е една от болестите на съвременния човек.
Съгласно плановете на Европейската комисия до 2050 г. в градовете на Европа трябва да се премахнат автомобилите, използващи ДВГ.
Големият брой автомобили и необходимостта на големи площи за движение и особено за паркиране особено тежко се отразява на жизненото пространство на хората, животните и растенията, специално в големите градове. Независимо от мерките, предприемани за увеличаването на паркоместата, темповете на развитие изостават значително от нуждите. В България все по-големият брой автомобили завзема тротоари, зелени площи, детски площадки и улици.
Друг проблем са увеличаващите се количества суровини, вода и енергия, необходими за производството на автомобилите. Има различни оценки за необходимите количества прясна вода за производството на автомобила. Според списание Der Spiegel например за производството на един автомобил над средната класа се изразходват 226 000 литра прясна вода. Материалите, използвани в автомобила се рециклират към 85% (2013 година) и използват повторно до 95% (за металните части повторното използване е 97%).

### Социално въздействие
В Швейцария се прави оценка за влиянието на автомобила върху развитието на децата:
- Все по-рядко децата могат да се оставят да играят сами навън
- Местата за почивка и разходки са все по-отдалечени
- Намаляване значително на физическото натоварване на младите хора.

## Изследвания и развитие
Съвременните изследвания са насочени към подобрения, свързани с икономичността, безопасността и екологията.

### Намаляване на вредни емисии
Намаляването на разхода на гориво и вредните емисии са основен приоритет в съвременното развитие на автомобилите. Това е свързано с подобряване на качеството на ДВГ и характеристиките на автомобилите – аеродинамичност, тегло, филтри, катализатори, режим на работа при спиране и други.

#### Използване на алтернативен транспорт
Непрекъснатото увеличаване на броя на автомобилите и съответно увеличаване на проблемите, предизвикани от тях, увеличава значението на алтернативните видове транспорт. Най-голямо е значението на обществения транспорт в големите градове – специално метро, тролейбус и трамвай. Подобряването на този транспорт, както и подобряването на условията за използване на велосипеди, са част от политиката на големите градове за намаляване използването на автомобили.

### Хибридни и електрически автомобили
Развитието на модерни електрически акумулатори и системи за тяхното зареждане прави тези автомобили все по-широко използвани.

### Системи за сигурност и комфорт
Намаляването на вредни емисии и разход на гориво и намаляване на теглото са водещи тенденции в развитието, но са в противоречие с подобряването на сигурността и комфорта в съвременните автомобили.
Съществени области на развитие на съвременните автомобили са системите за подпомагане на управлението на автомобила като Steer-by-Wire/Brake-by-Wire и развитието на електроавтомобила. Различни видове системи за видеонаблюдение и датчици осигуряват комфорт при паркиране, защита на пешеходците, навигация, автоматични настройки на седалки, огледала, кормило, чистачки фарове и други.

### Автономно движение
Напълно автономни автомобили съществуват като прототипи в изпитания (например автомобилите на Google) и се очаква да имат търговско значение към 2020 г. Въвеждането на тези автомобили в експлоатация, заедно с превръщането им във вид обществен транспорт, ще намали общия брой автомобили за сметка на тези, които 90% от времето си са паркирани. При това ще има възможност за групови пътувания и поръчка на лимузини. Това като цяло ще намали и броя на жертвите от катастрофи.